# Kinoplex
Kinoplex, anteriormente Cinemas Severiano Ribeiro, é uma rede brasileira de cinemas, com sede na cidade do Rio de Janeiro. É a maior rede de cinema de capital exclusivamente nacional, por número de salas e complexos e uma das mais antigas em atividade ininterrupta, tendo completado um século de existência em 2017.
Está presente em 19 cidades de 11 Unidades da federação de quase todas as regiões do país, à exceção da Região Sul. Seu parque exibidor é composto, no total, por 44 complexos e 272 salas, média de 6,18 salas por complexo, sendo que, destes, oito complexos e 64 salas pertencem à joint venture UCI/Kinoplex, formada com a UCI Cinemas, média de 8,0 salas; 36 complexos e 208 salas são exclusivas da empresa, média de 5,78 salas de cinema por complexo. São disponibilizadas ao público 58 262 poltronas, perfazendo uma média de 214,20 assentos por sala.

## História

### Anos 1900-2000

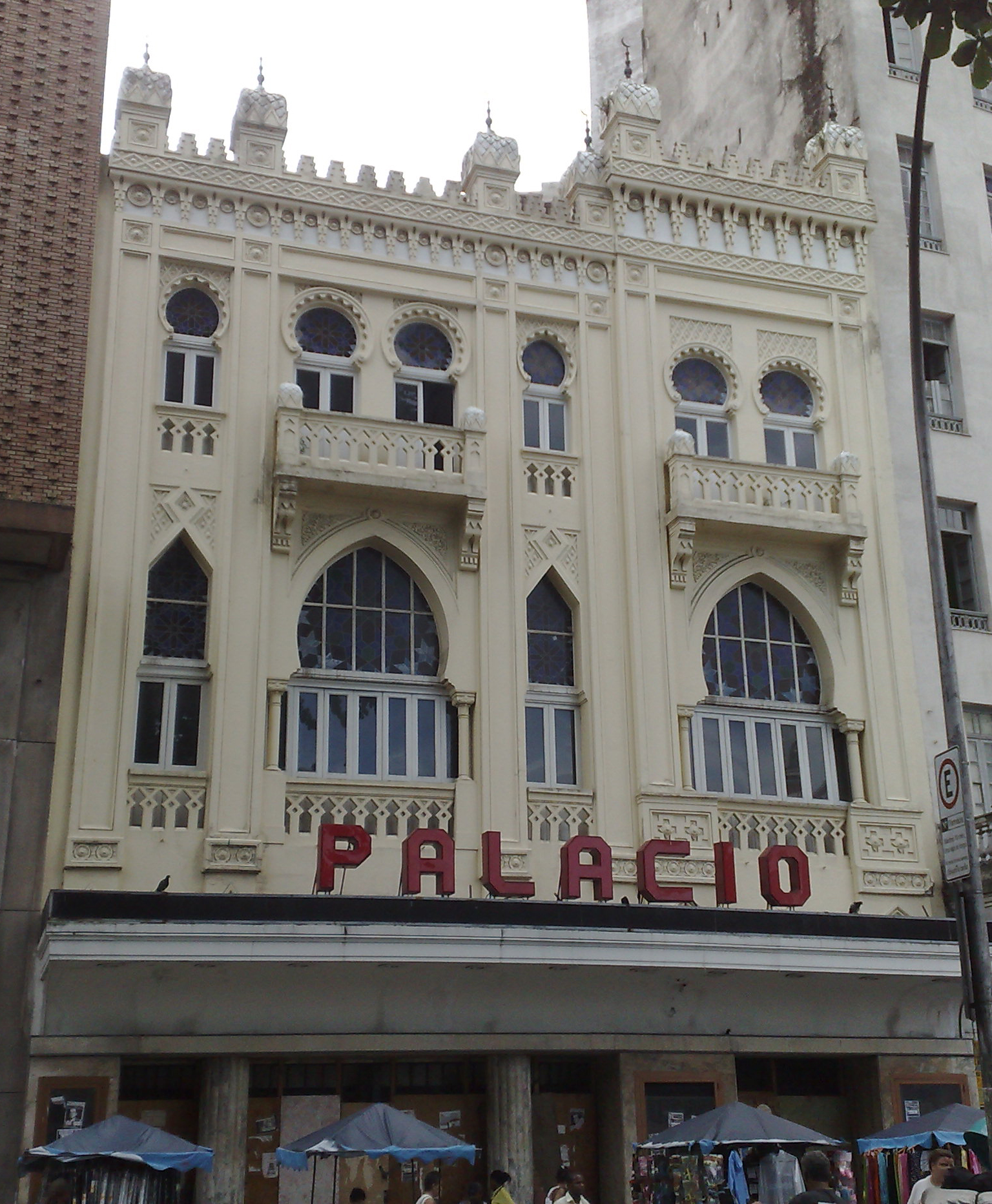
Cine Palácio: segundo cinema da empresa no Rio de Janeiro

A empresa foi fundada na cidade de Fortaleza pelo empresário Luiz Severiano Ribeiro, quando da inauguração do Cine Majestic, primeiro grande cinema da cidade, em no ano de 1917. Posteriormente mudou-se para a cidade Rio de Janeiro, alugando um palacete de três andares para sua morada. Logo associa-se à empresa distribuidora Metro-Goldwyn-Mayer, e pelo acordo, a companhia americana fica responsável pelas reformas dos imóveis e fornecimento de filmes, enquanto a empresa brasileira ficava a cargo do arrendamento e administração dos cinemas.
O primeiro cinema próprio foi o Cine Odeon, instalado na Praça Floriano - Centro do Rio de Janeiro, sendo que esse logradouro ficaria conhecido mais tarde como Cinelândia, em virtude do grande número de salas de exibição que por  lá se instalariam. Em seguida, no ano de 1928, houve a abertura do Cine Palácio, tendo sido este o primeiro cinema carioca a exibir filmes sonoros. A empresa inaugurou em março de 2002, em Campinas, o primeiro megaplex do país erguido com capital nacional, usando já a nova marca: Kinoplex.
Seu atual presidente, Luiz Severiano Ribeiro Neto, foi agraciado em nome da empresa a Medalha de Mérito Pedro Ernesto, a mais importante comenda do município do Rio de Janeiro, concedida pela Câmara dos vereadores da cidade.

#### Kinoplex

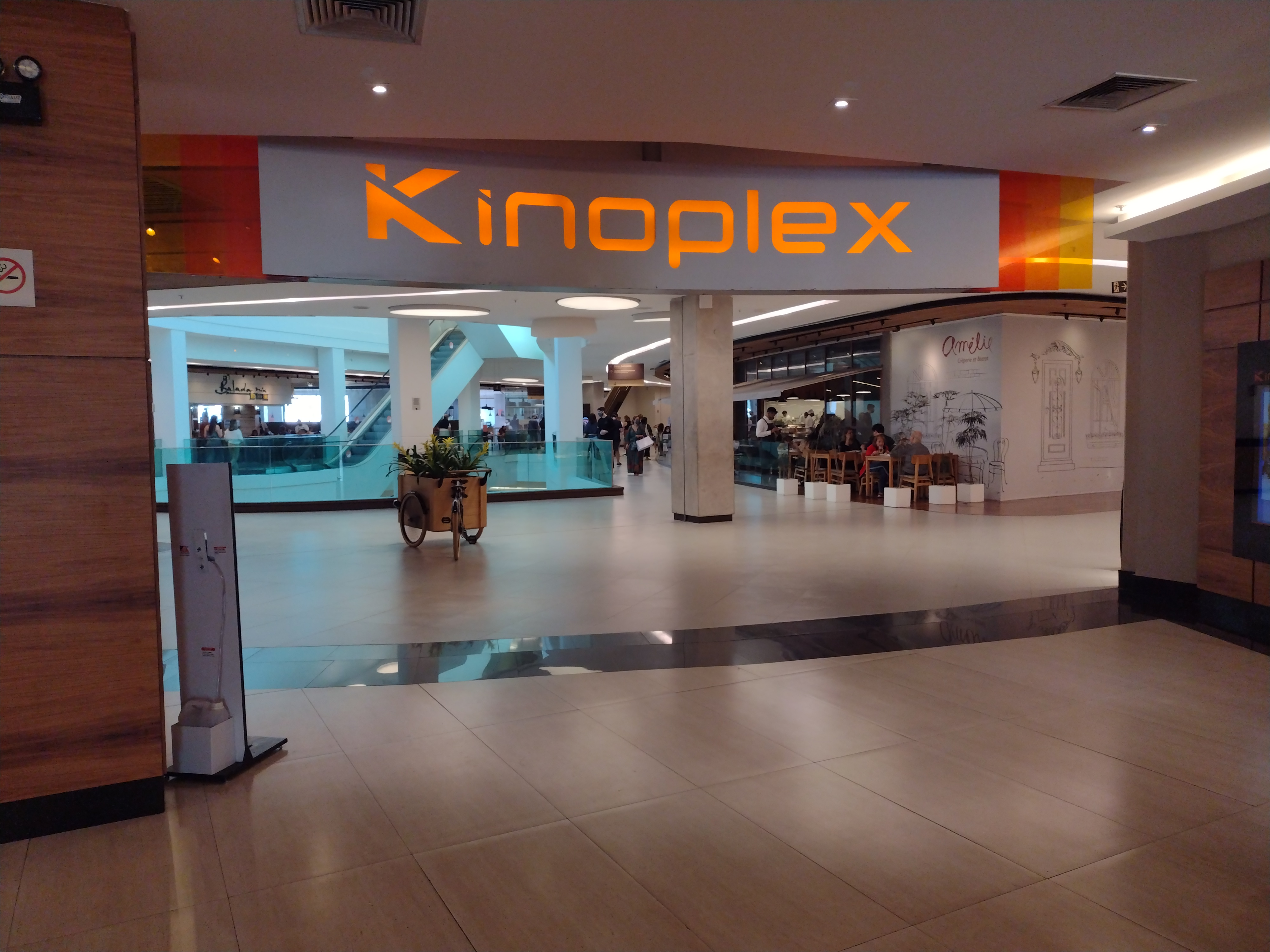
Kinoplex Leblon, cinema em Rio de Janeiro, Brasil

A marca estreou no Shopping Parque Dom Pedro em Campinas com 15 salas e equipadas com aparelhos de tecnologia de ponta em exibição de filmes. Em seguida veio  o Kinoplex Itaim, primeiro empreendimento do grupo na cidade de São Paulo e o Kinoplex Osasco. Depois veio o Kinoplex Praia da Costa no Shopping Praia da Costa em Vila Velha, depois veio Kinoplex Nova América, na zona norte do Rio de Janeiro e em dezembro, o Kinoplex Leblon - (Shopping Leblon), na zona sul da cidade. Em 2007 o grupo abriu UCI Kinoplex (em parceria com a UCI Cinemas), equipado com a tecnologia 3D, na zona norte do Rio de Janeiro no Norte Shopping.
No fim de janeiro de 2008, foi inaugurado o Kinoplex Tijuca (Shopping Tijuca), na zona norte carioca. Em abril de 2008 inaugurou cinco salas stadium no Independência Shopping, em Juiz de Fora / Minas Gerais. Em mais uma parceria com a UCI, inaugurou mais 5 salas stadium no Plaza Shopping Casa Forte denominado Kinoplex Plaza, em Recife. Em março de 2010 foram inauguradas as primeiras salas VIP da rede, no complexo do Shopping Vila Olímpia, em São Paulo, que ganhou o prêmio de melhor sala de cinema do Brasil. (referência). Foi a estreia da marca Kinoplex Platinum, empregada nas salas de luxo da rede.

### Anos 2010-presente
Em 22 de março de 2011 têm o premiere internacional do rio foi o Kinoplex Leblon.
Em 15 de julho de 2011 foi inaugurado o Kinoplex Maceió, no Maceió Shopping, com 6 salas, sendo 2 em 3D. Em 22 de julho de 2012 foi inaugurado o Kinoplex São Luis no Shopping da Ilha na cidade de São Luís do Maranhão, com 10 salas e 3 salas 3D. Em 2 de janeiro de 2013 foi inaugurado o Kinoplex Vale Sul em São José dos Campos, sendo este o multiplex mais moderno da região.
O Kinoplex encerrou o ano de 2015 no 3.o lugar entre os maiores exibidores do país por número de salas (perdendo apenas para a Cinemark e Cinépolis, respectivamente), detendo um market share de 4,4%. O atual presidente da empresa é o economista carioca Luiz Severiano Ribeiro Neto, da terceira geração da família do seu fundador.

## Público
Por muitas décadas, o Kinoplex reinou incólume como o maior exibidor do país, seja em número de salas quanto em público. A chegada dos exibidores estrangeiros mudou esse quadro e a empresa foi ultrapassada primeiro pela Cinemark, no início da década de 2000 e depois pela Cinépolis, em 2013, ainda que a rede não tenha sofrido reduções bruscas de público nos últimos oito anos, tendo um crescimento modesto de 24,98% no período elencado abaixo. A retração do público de cinema brasileiro em 2017 e 2018 foi especialmente significativa para a rede, que viu seus ingressos diminuírem em 21,58% nos dois últimos anos, reduzindo o market share e posição no mercado, caindo ao 4º lugar.
Abaixo a tabela de público e sua evolução de 2008 a 2019, considerando o somatório de todas as suas salas a cada ano. Foram excluídos os números dos complexos gerenciados pela joint venture UCI/Kinoplex. A variação mencionada se refere à comparação com os números do ano imediatamente anterior. Os dados foram extraídos do banco de dados Box Office do portal de cinema Filme B , com exceção dos números de 2014 e 2015, compilados a partir do Database Brasil. Já os dados de 2016 em diante procedem do Relatório "Informe Anual Distribuição em Salas Detalhado", do Observatório Brasileiro do Cinema e do Audiovisual (OCA) da ANCINE.
| Ano  | Público total | Ranking no país | Market Share | Variação |
| ---- | ------------- | --------------- | ------------ | -------- |
| 2008 | 10 206 390    | 2º              | 11,93%       | ano-base |
| 2009 | 12 754 879    | 2º              | 11,29%       | 24,97%   |
| 2010 | 15 147 193    | 2º              | 11,22%       | 18,76%   |
| 2011 | 15 597 074    | 2º              | 11,00%       | 2,97%    |
| 2012 | 15 552 825    | 2º              | 10,44%       | -0,28%   |
| 2013 | 15 584 200    | 3º              | 10,31%       | 0,20%    |
| 2014 | 14 977 245    | 3º              | 9,55%        | -3,81%   |
| 2015 | 15 649 352    | 3º              | 9,17%        | 4,40%    |
| 2016 | 16 265 991    | 3º              | 8,87%        | 3,94%    |
| 2017 | 15 125 930    | 3º              | 8,45%        | 4,40%    |
| 2018 | 12 755 777    | 4º              | 7,92%        | 3,94%    |
| 2019 | 14 211 243    | 3º              | 8,06         | 11,41%   |

## Prêmio
- 2013: Prêmio ED, para o Kinoplex (venceu}[20]

## Ligações Externas
- «Página oficial»
- Kinoplex no Facebook
- Kinoplex no X